# オルデンブルク・イン・ホルシュタイン
オルデンブルク・イン・ホルシュタイン（Oldenburg in Holstein）は、ドイツ連邦共和国シュレースヴィヒ＝ホルシュタイン州オストホルシュタイン郡の町である。リューベックとフェーマルン島の間にバルト海沿岸に位置している。人口9,864人（2016年末現在）、面積39.68平方キロメートル。